# André Sahuc
Pour les articles homonymes, voir Sahuc.

a Compétitions nationales et continentales officielles uniquement.

b Matchs officiels uniquement.
Dernière mise à jour le 22 septembre 2022.
 André Sahuc, né le 4 août 1914 à Castelnau-Montratier et décédé le 28 août 1963 en Espagne est un ancien joueur français de rugby à XV, qui a joué avec l'équipe de France au poste de troisième ligne centre (1,85 m pour 93 kg).

## Carrière
Il a joué avec le Stade toulousain avant-guerre au poste de trois-quarts, puis avec l'US Métro.
Il a disputé son premier test match le 1er janvier 1945 contre l'équipe de l'armée britannique. Son deuxième et dernier test match fut contre l'équipe de rugby de l'empire britannique, le 28 avril 1945.

## Palmarès
- 2 sélections en équipe nationale